# Dalälven
Dalälven (fon. Dalelven) je rijeka u središnjoj Švedskoj. Sa svojih preko 520 km je treća švedska rijeka po dužini. Nastaje spajanjem rijeka Västerdalälven i Österdalälven kod Djuråsa u općini Gagnef. Teče od norveške granice, kroz pokrajine Dalarna, Västmanland i Gästrikland i ulijeva se u Baltičko more kod mjesta Skutskär u sjevernom Upplandu. Rijeka se smatra granicom između regija Svealand i Norrland. 

## Pritoci
- Ingsån
- Somfarån
- Ölboån
- Rångstaån
- Ålboån
- Laggarboån
- Kölforsån
- Bärreksån
- Herängsån
- Årängsån
- Slåtterängsån
- Grytnäsån
- Bjurforsbäcken
- Lustån
- Hedemoraån
- Klosterån
- Amungsån
- Anstaån
- Hyenån
- Ljusterån
- Runnsälven
- Tunaån
- Vallmoraån
- Västerdalälven
- Österdalälven

## Vanjske poveznice
|  | Zajednički poslužitelj ima još gradiva o temi Dalälven |

- Dalälven